# Martin McGuinness
James Martin Pacelli McGuinness (en gàèlic Máirtín Mag Aonghusa) (Derry, 23 de maig de 1950 - Derry, 21 de març de 2017) fou un polític irlandès, viceministre principal d'Irlanda del Nord i comandant de l'Exèrcit Republicà Irlandès (IRA).
Polític de Sinn Féin i anterior líder de l'Exèrcit Republicà Irlandès Provisional (IRA), McGuinness era, a més, diputat per la circumscripció de Mid Ulster. Com tots els diputats del Sinn Féin, McGuinness practicà l'abstencionisme a Westminster. També era membre de l'Assemblea d'Irlanda del Nord per la mateixa circumscripció. Després de l'Acord de Saint-Andrews i les eleccions del 2007, es convertí en Viceprimer ministre d'Irlanda del Nord amb el líder del Partit Unionista Democràtic (DUP) Ian Paisley com a Primer Ministre d'Irlanda del Nord el 8 de maig de 2007. Se'l tornà a nomenar, amb Peter Robinson com a Primer ministre, el 5 de juny 2008 Serví com a Ministre d'Educació a l'Executiu d'Irlanda del Nord entre 1999 i 2002.

## Activitat de l'IRA provisional
McGuinness es va unir a l'IRA al voltant de 1970 a l'edat de 20 anys, després que esclatés el conflicte nord-irlandès. Inicialment s'uní a l'IRA Oficial inconscient de la divisió que s'havia produït el 1969 a la convenció de l'organització armada. En breu es canvià a l'IRA Provisional. A començaments de 1972, a l'edat de 21 anys, era el número 2 de l'IRA a Derry, una posició que ocupava en el moment de Diumenge Sagnant. Es va afirmar a la Comissió Saville que McGuinness era responsable de subministrar detonadors per a bombes de claus el Diumenge Sagnant, on 14 manifestants de drets civils van ser morts per soldats britànics a Derry. Paddy Ward va afirmar que ell era el líder del Fianna, l'ala jove de l'IRA, el gener del 1972. Va afirmar que McGuinnes, el número dos de l'IRA a la ciutat en aquell moment, i un altre membre anònim li van donar parts d'una bomba al matí del 30 de gener, la data prevista per la marxa dels drets civils. Ell va dir que la seva organització intentaria atacar instal·lacions del centre de la ciutat a Derry el dia que els civils van ser tirotejats i morts per soldats britànics. En resposta a això, McGuinness va dir que aquestes afirmacions eran "fantasia", mentre Gerry O'Hara, que era un conseller del Sinn Féin a Derry, manifestà que ell i no Ward era el líder del Sinn Féin en aquella època.
Finalment, la Comissió Saville no va arribar a cap mena de conclusió sobre el paper de McGuiness, a causa de testimoni contradictori sobre els seus moviments; la conclusió va ser que ell va estar "compromès en activitats paramilitars" durant el Diumenge Sagnant, i havia estat armat probablement amb un subfusell Thompson, la qual cosa era una prova insuficient per demostra qualsevol altra cosa que no fóra dir que "segurament ell no va estar compromès en cap activitat que proporcionés a cap dels soldats cap mena de justificació per obrir foc".
McGuinness negocià al costat de Gerry Adams amb el Secretari d'Estat per a Irlanda del Nord, Willie Whitelaw, el 1972. Fou declarat culpable pel Tribunal Penal Especial de la República d'Irlanda el 1973, després de ser enxampat amb un cotxe que contenia 113 kg d'explosius i gairebé 5.000 projectils de munició. Es negà a reconèixer el tribunal, i fou condemnat a sis mesos presó. Al tribunal, declarà la seva pertinença a l'Exèrcit Republicà Irlandès Provisional sense cap mena de dubte: 'Hem lluitat contra l'assassinat de la nostra gent... Sóc un membre de l'Óglaigh na hÉireann i n'estic molt i molt orgullós'.
Després que fos posat en llibertat, i d'una altra condemna a la República d'Irlanda per pertinença a l'IRA, esdevingué cada cop més important en el si del Sinn Féin, el braç polític de l'IRA. Estigué en contacte indirecte amb la intel·ligència britànica durant les vagues de fam de començaments dels anys 80, i a començaments dels anys 90. Fou elegit per a una efímera Assemblea d'Irlanda del Nord a Stormont, el 1982, en representació de Londonderry. Com tots els membres electes del Sinn Féin i de l'SLDP, no va ocupar el seu escó. El 9 de desembre de 1982, a McGuinness, Gerry Adams i a Danny Morrison se'ls prohibí l'entrada a la Gran Bretanya, d'acord amb la Prevention of Terrorism Act per part del Secretari d'Estat d'afers interns William Whitelaw.
L'agost de 1993, fou el tema central d'un dels documentals emesos per The Cook Report, una sèrie de documentals d'investagació presentats per Roger Cook. Allà se l'acusava de continuar la seva implicació en l'activitat de l'IRA, d'assistir a un interrogatori i d'animar Frank Hegarty, un informador, a retornar a Derry des d'un pis franc a Anglaterra. La mare de Hegarty, Rose, va aparèixer al programa per explicar les trucades a McGuinness i el subsegüent assassinat de Hegarty. McGuinness negà tenir-hi res a veure i denuncià el programa tot dient: "Mai no he estat a l'IRA. No tinc cap mena de control sobre l'IRA".
El 2005, Michael Mcdowell, el Tánaiste irlandès, afirmà que McGuinness, junt amb Gerry Adams i Martin Ferris, formaven part dels set membres integrants del Consell de l'Exèrcit de l'IRA. McGuinness negà aquestes afirmacions, tot dient que ell ja no era un membre de l'IRA.
El veterà periodista en el tema dels "Troubles", Peter Taylor presentà posteriorment una prova aparent del paper de McGuinness a l'IRA al seu documental Age of Terror, emès l'abril del 2008. Al seu documental, Taylor al·lega que McGuinness era el cap del comando de l'IRA del Nord, el qual va tenir coneixement previ de l'Atemptat d'Enniskillen, que va deixar onze morts civils (posteriorment, Gerry Adams va demanar disculpes per l'atemptat).

## Negociador principal i Ministre d'Educació
Va esdevenir el negociador principal del Sinn Féin en el temps en què es negocià l'Acord de Belfast. Fou elegit a les Eleccions per al Fòrum d'Irlanda del Nord de 1996, representant Foyle. Havent disputat, sense èxit, la circumscripció de Foyle durant els anys 1983, 1987 i 1992 a les eleccions al Parlament de Westminster, aconseguí l'acta de diputat per Mid Ulster el 1997, i després que es va concloure l'Acord, retornà com a membre de l'Assemblea pel mateix districte, i va ser proposat pel seu partit perquè ocupés un càrrec ministerial en l'executiu compartit de d'Irlanda del Nord, on va esdevenir Ministre d'Educació. Un dels seus actes més controvertits com a ministre va ser la seva decisió de rebutjar l'examen per a majors d'onze anys i que el mateix McGuinness havia suspès quan era estudiant. Va ser reelegit al Parlament de Westminster el 2001 i el 2005.
El maig de 2003, diverses transcripcions de trucades entre McGuinness i funcionaris britànics incloent-hi Mo Mowlam, el llavors Secretari d'Estat per a Irlanda del Nord, i Jonathan Powell, el Cap de Gabinet de Tony Blair, van ser publicades en una biografia de McGuinness titulava From Guns to Governement (en català: "De les pistoles al Govern"). Les cintes les havia gravat l'MI5 i els autors del llibre van ser arrestats d'acord amb la Llei de Secrets Oficials. Les converses mostraven una relació fàcil i amistosa entre McGuinness i Powell. Aquest feia broma amb Powell sobre els diputats unionistes mentre que mentre Mowlam es referia a ell com a "babe" (traduïble com a "estimat, amor meu" i parlava de les seves dificultats amb Blair.

## Acord de Saint Andrews

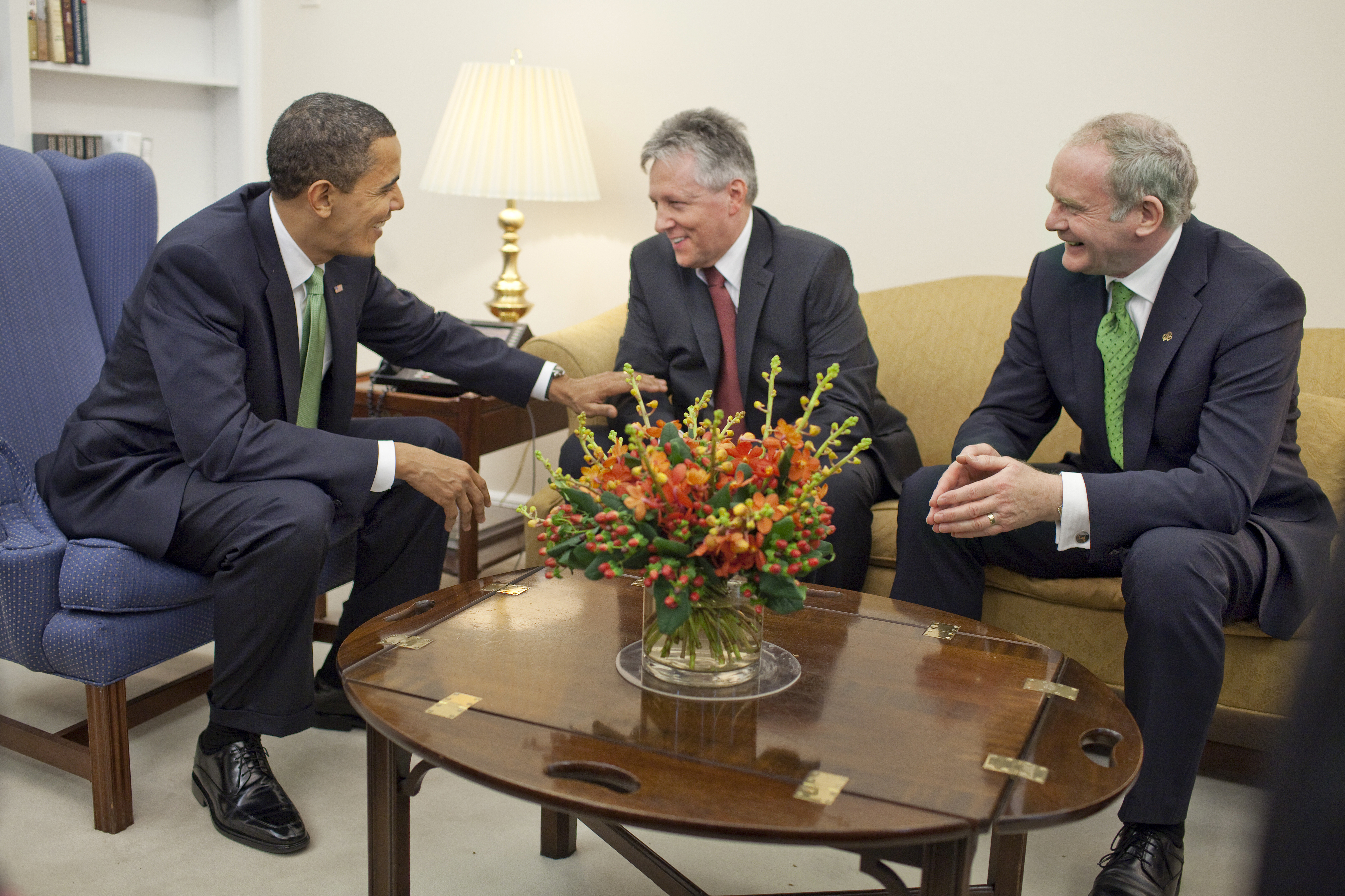
El president dels Estats Units Barack Obama es reuneix amb el Primer Ministre Peter Robinson i McGuinness el març del 2009

En les setmanes posteriors a l'Acord de Saint-Andrews entre Paisley i Adams, els quatre partits —; el DUP, el Sinn Féin, l'UUP i l'SDLP —; indicaren la seva tria de ministeris en l'Executiu i proposaren els membres per cobrir aquests llocs. L'Assemblea es reuní el 8 de maig de 2007 i Ian Paisley i Martin McGuinness van ser proposats com a Primer Ministre i Vice-Primer Ministre.
El 8 de desembre de 2007, mentre visitava el President Bush a la Casa Blanca amb el Primer Ministre d'Irlanda del Nord, Ian Paisley, Martin McGuinness, digué a la premsa "Fins al 26 de març aquest any, Ian Paisley i jo no havíem tingut cap conversa sobre cap tema - ni tan sols sobre el temps - i ara hem treballat molt de prop junts durant els set darrers mesos i allà no hi ha hagut cap paraula irada entre nosaltres. ... Això mostra que estem situats en un curs nou."

## Vida personal
Es va casar amb Bernadette Canning el 1974. Tenien quatre nens, dues noies i dos nois. McGuinness era un admirador dels equips de futbol gaèlic i hurling del Derry i va practicar ambdós esports quan era més jove. Va créixer tan sols a 50 iardes del Celtic Park, la llar de la GAA de Derry. El seu germà Tom va jugar com a futbolista gaèlic al Derry i és considerat un dels millors jugadors que hi ha hagut mai al comtat. Entre els seus triomfs podem destacar tres medalles de l'Ulster Senior Football Championship, així com medalles de l'Ulster Under 21 i All-Ireland Under 21 Championship
McGuinness era també seguidor del Derry City Football Club, i un pescador entusiasta.
McGuiness era membre de la Pioneer Total Abstinence Association, o sigui que no bevia gens d'alcohol.